# Deraeocoris scutellaris
Deraeocoris scutellaris – gatunek pluskwiaka z podrzędu różnoskrzydłych, rodziny tasznikowatych (Miridae) i rodzaju błyszczek (Deraeocoris).

## Budowa ciała
Owad ma ciało długości od 5 do 6,8 mm barwy czarnej i błyszczącej. Czarne są głowa, czułki, ryjek, półpokrywy i odnóża. Tarczka może być pomarańczowa, czarna lub biaława.

## Biologia
Pluskwiak ten pokarmowo związany jest z wrzosem i wrzoścem. Zimuje w postaci jaja, zaś imagines pojawiają się w czerwcu i lipcu. Występuje u niego jedno pokolenie rocznie.

## Występowanie
W Polsce gatunek rzadki. Występuje w wielu krajach Europy oraz w Gruzji, Azerbejdżanie, Mongolii, Chinach i innych krajach Dalekiego Wschodu